# ピーアークホールディングス
ピーアークホールディングス株式会社は、東京都足立区竹の塚に本社を置く、パチンコ店を営む企業グループの持株会社である。

## 概要
現在は東京都、埼玉県、千葉県、神奈川県に店舗を展開している。創業の地は東京都足立区竹の塚であり、現在でも竹ノ塚駅や草加駅といった東武伊勢崎線（東武スカイツリーライン）沿線に多く店舗が存在する。

## 沿革
- 1980年 - 会社設立
- 1991年 - ピーアーク株式会社に社名変更
- 2004年 - 事業会社を分割し、持株会社に移行
- 2005年 - ジャスダック証券取引所に上場申請、翌年却下される（後述）
- 2006年 - ピーアークホールディングス株式会社に社名変更
- 2008年 - 本社を竹の塚から銀座に移転
- 2010年 - テレビCMを開始
- 2013年 - アプリサービス「P-LIFE」配信開始
- 2017年 - 東京都足立区千住にて「P-KUN　CAFE」オープン
- 2022年 - 本社を竹の塚へ移転

## 株式上場の試み
2005年12月、ピーアーク（当時）はジャスダック証券取引所に上場申請を行ったが、2006年4月にジャスダックは申請を却下した。却下の理由として、特殊景品の交換システム（いわゆる三店方式）の合法性が曖昧なため投資家保護を果たせない事を挙げている。

## 企業グループ
パチンコ店の運営
- 株式会社ピーアーク東京
- 株式会社ピーアーク埼玉
- 株式会社ピーアーク千葉
- 株式会社ピーアーク神奈川

その他の業務
- S-P ARK株式会社
- アーク・シェアード株式会社

## テレビCM
2010年より、キャラクターの「ピーくん」が登場するCMを関東ローカルで放送している。主にTBSテレビで流れていて、「サンデージャポン」では関東地区でのメインスポンサーでもある。